# Arrondissement di Tournon-sur-Rhône
L'arrondissement di Tournon-sur-Rhône è un arrondissement dipartimentale della Francia situato nel dipartimento dell'Ardèche, nella regione dell'Alvernia-Rodano-Alpi.

## Storia
Fu creato nel 1800, sulla base dei preesistenti distretti.

## Composizione
L'arrondissement è composto da 126 comuni raggruppati in 12 cantoni:
- cantone di Annonay-Nord
- cantone di Annonay-Sud
- cantone di Lamastre
- cantone di Le Cheylard
- cantone di Saint-Agrève
- cantone di Saint-Félicien
- cantone di Saint-Martin-de-Valamas
- cantone di Saint-Péray
- cantone di Satillieu
- cantone di Serrières
- cantone di Tournon-sur-Rhône
- cantone di Vernoux-en-Vivarais